# Краснополка (Ульяновская область)
Краснополка — село в Карсунском районе Ульяновской области России, в Карсунском городском поселении.

## География
Находится на реке Карсунка в 5 км к юго — западу от районного центра и на северо-востоке Ульяновской области в 95 км от областного центра г. Ульяновска.

## История
Основано в 1856 году крестьянами из Карсуна. Переселение было вызвано решением городских властей о замене всех крыш домов на железные и черепичные, вместо соломенных. Так как кровельный материал стоил дорого бедняки выселились в Краснополку.
В 1859 году в деревне Краснополка в 1-м стане Карсунского уезда Симбирской губернии, в которой в 162 дворах жило 2037 человека.
В 1867 году открылась первая школа — «мужское училище» и прихожанами был построен деревянный храм; престол в нём — в честь Рождества Христова. Второй тёплый храм тоже деревянный, без колоколен, был построен прихожанами в 1880 году; престол в нём — в честь чудотворной иконы Божией Матери "Всех скорбящих радости". 
В 1881 году с помощью И. Н. Ульянова было построено новое здание для школы. После Великой Отечественной войны под школу способом народной стройки было переоборудовано здание церкви, где открылась неполная средняя школа.
С 1987 года МОУ Краснополковская средняя общеобразовательная школа размещена в прекрасном типовом здании со спортивным залом, хорошо оборудованными кабинетами.

## Население
| 2010 |
| ---- |
| 681  |